# Rhodostrophia violettaria
Rhodostrophia violettaria är en fjärilsart som beskrevs av Vorbrodt 1917. Rhodostrophia violettaria ingår i släktet Rhodostrophia och familjen mätare. Inga underarter finns listade.